# جرح دفاعي
إن الجرح الدفاعي أو جرح الدفاع عن النفس هي إصابة تتلقاها الضحية في هجوم ما عند محاولة الدفاع ضد المعتدي. غالبًا ما تحدث الجروح الدفاعية في اليدين والساعدين، حيث تدفع بهم الضحية لحماية الرأس والوجه أو لدرء الهجوم، ولكن قد يظهر أثرها أيضًا في القدم والساقين محاولة من الضحية في الدفاع أثناء الاستلقاء أو إبعاد المعتدي.
يختلف سبب وطبيعة الجرح حسب نوع السلاح المستخدم وموقع الإصابة، وقد يحدث في حالات التمزق أوالتآكل أوالكدمة أو كسر العظام. إذا توافر الوقت أمام الضحية لرفع اليدين أو الذراعين قبل إطلاق النار عليه من قبل المعتدي، قد تحدث إصابة على هيئة جرح بطلقات نارية.وقد يحدث تهتك شديد على سطح الراحة لليد أو البتر الجزئي للأصابع نتيجة لامتلاك الضحية على شفرة سلاح أثناء الهجوم  في الطب الشرعي يعد وجود الجروح الدفاعية دلالة واضحة على جرائم القتل ويثبت كذلك أن الضحية كانت في بداية الأمر على وعي وقادرة على المقاومة أثناء الهجوم.
يمكن تصنيف الجروح الدفاعية الإيجابية أو السلبية. على سبيل المثال، تتلقى ضحية الهجوم بالسكين جروحًا دفاعية إيجابية إثر الاستحواذ على شفرة السكين، وجروحًا دفاعية سلبية في ظهر اليد عند رفع اليد لحماية الوجه.